# Naissance en 1084
Naissance
- 1080
- 1081
- 1082
- 1083
- 1084
- 1085
- 1086
- 1087
- 1088

Cette page dresse une liste de personnalités nées au cours de l'année 1084 :
- 1er août : Heonjong, 14e roi de Goryeo.

- Alain Ier de Rohan, aristocrate breton.
- Chongzong (en), empereur de la dynastie des Xia Occidentaux.
- Giovanni da Tufara (it), ermite italien (saint de l’Église catholique).
- Lambert, évêque de Vence.
- Li Qingzhao,  poétesse chinoise.
- Rechung Dorjé Drakpa, bouddhiste tibétain.
- Wang (en), impératrice chinoise.

## Crédit d'auteurs
- Cet article est partiellement ou en totalité issu de l'article intitulé « 1084 » (voir la liste des auteurs).